# Steinakirchen am Forst
Steinakirchen am Forst osztrák mezőváros Alsó-Ausztria Scheibbsi járásában. 2022 januárjában 2328 lakosa volt. 

## Elhelyezkedése

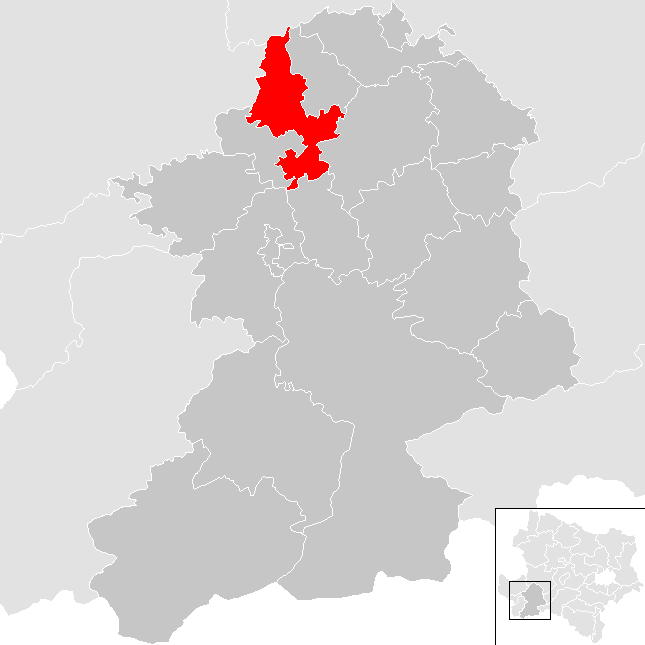
Steinakirchen am Forst a Scheibbsi járásban

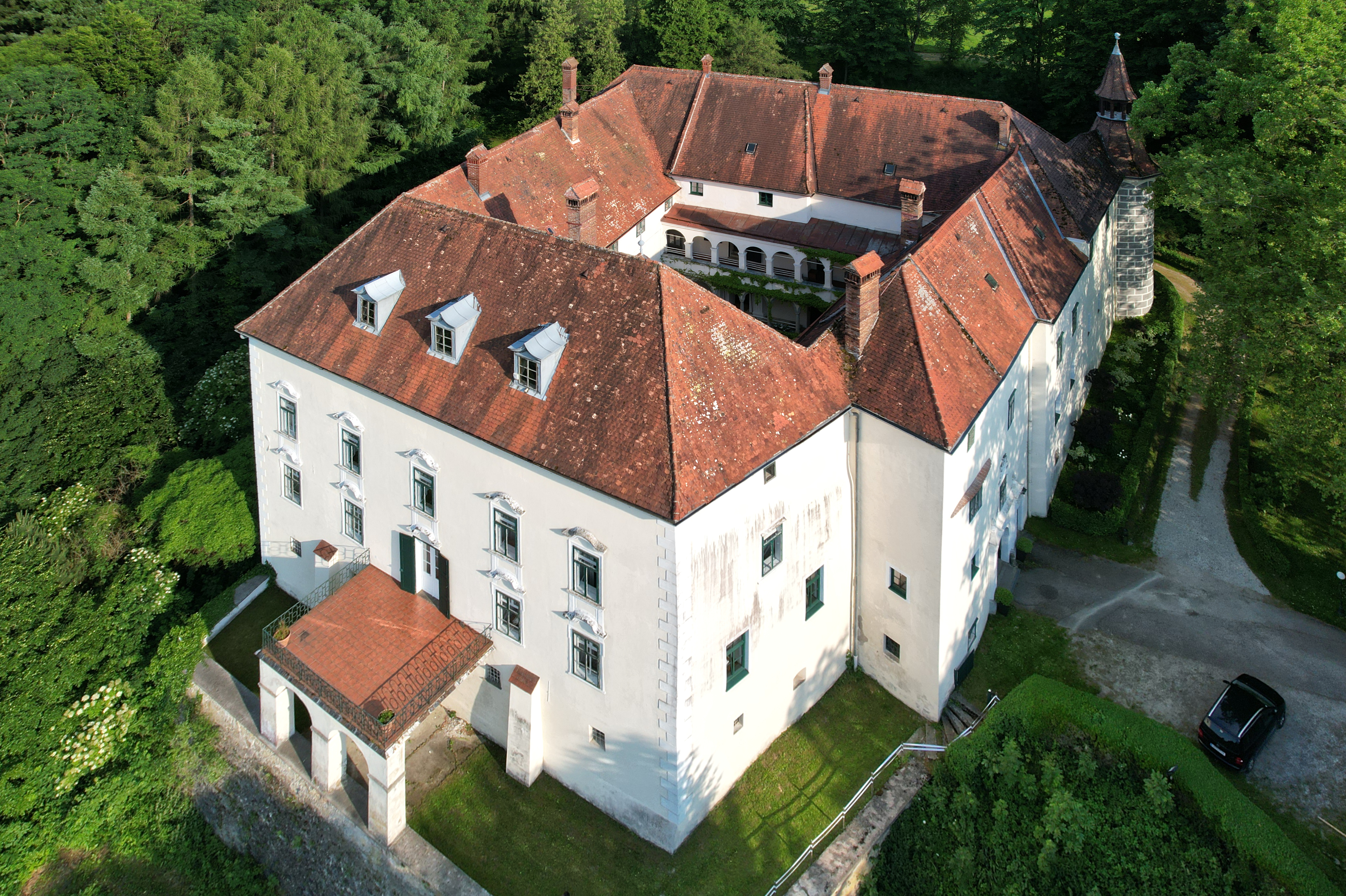
Az erneggi kastély

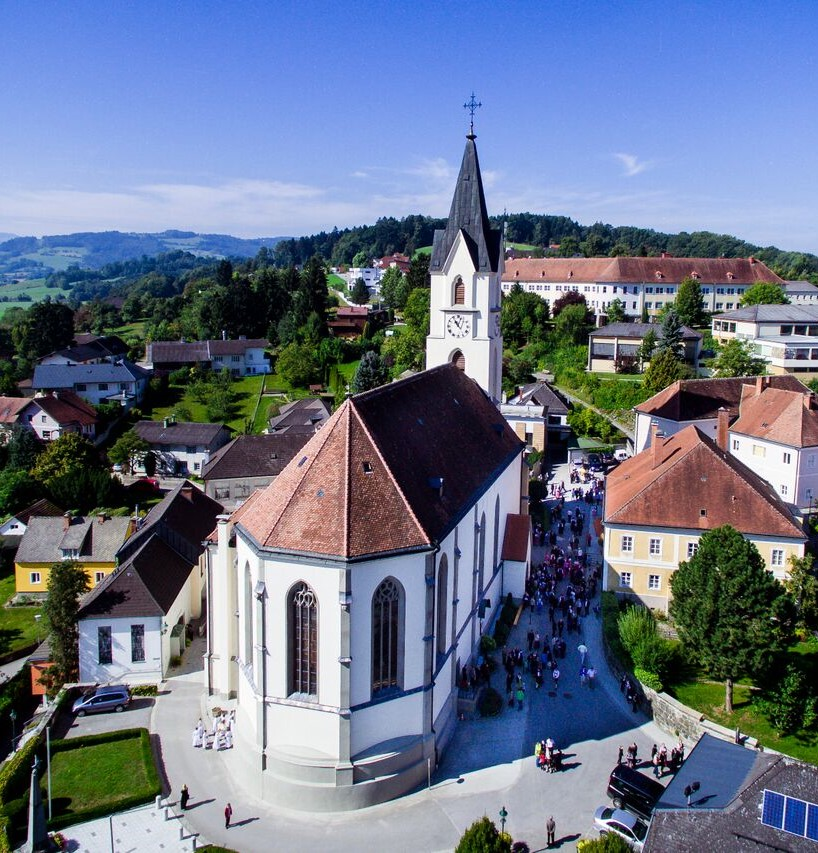
A Szt. Mihály-plébániatemplom

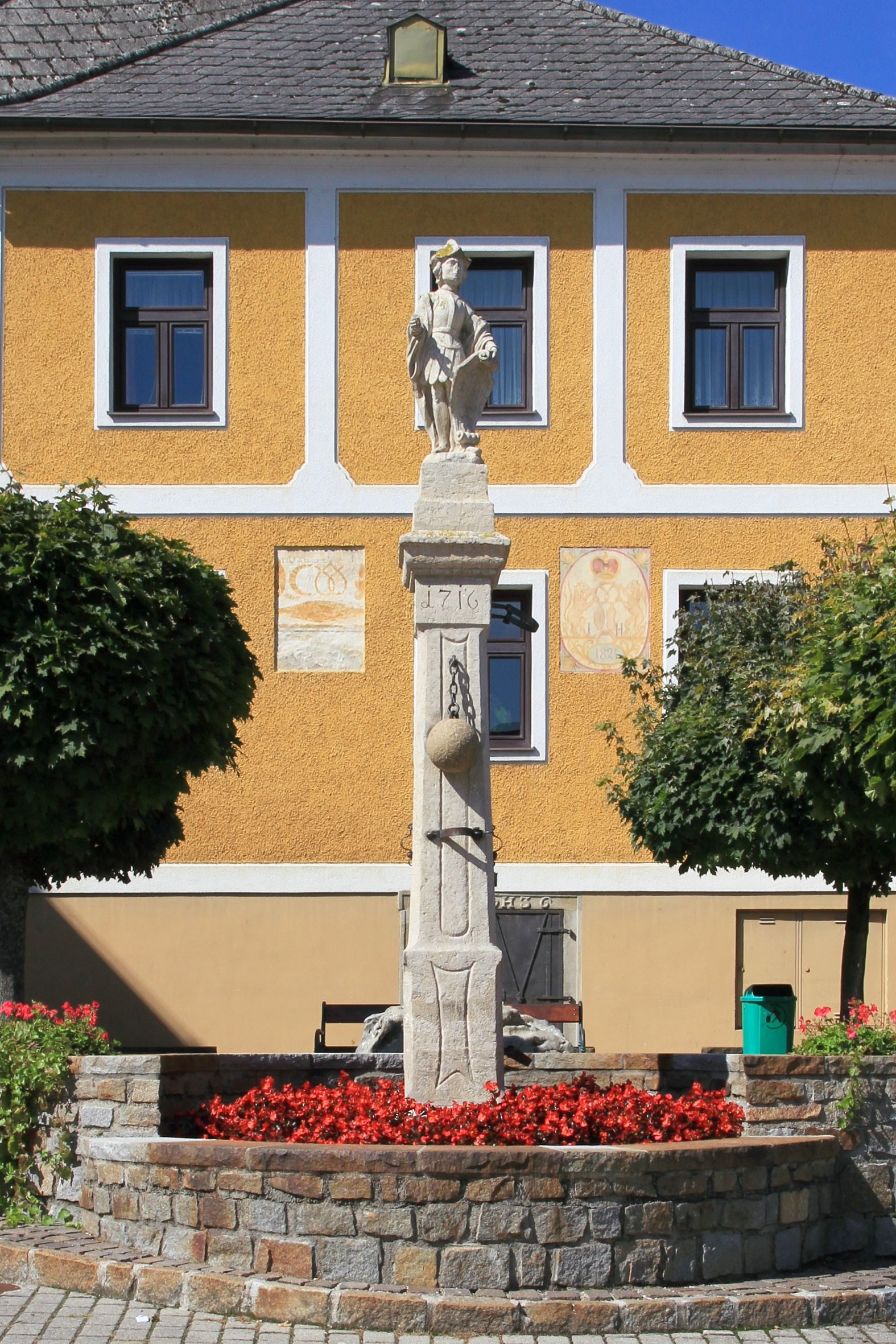
A 18. századi pellengér

Steinakirchen am Forst a tartomány Mostviertel régiójában fekszik, az Eisenwurzen tájegységben, a Kleine Erlauf folyó mentén, az Ybbstali-Alpokban. Területének 25,7%-a erdő, 66,4% áll mezőgazdasági művelés alatt. Az önkormányzat 29 települést és településrészt egyesít: Altenhof (58 lakos 2022-ben), Amesbach (24), Brandstatt (17), Dürnbach (18), Edla (35), Edelbach (28), Ernegg (13), Felberach (38), Götzwang (138), Haberg (57), Hausberg (41), Kerschenberg (11), Kleinreith (5), Knolling (155), Lonitzberg (96), Oberstampfing (19), Ochsenbach (45), Oedt (12), Oed bei Ernegg (63), Reith bei Weinberg (32), Schönegg (52), Schollödt (28), Steinakirchen am Forst (951), Straß (13), Stritzling (47), Unterstampfing (26), Windpassing (48), Zehetgrub (42) és Zehethof (216). A kataszteri közösségek Außerochsenbach, Ernegg, Lonitzberg, Steinakirchen am Forst és Zehetgrub.
A környező önkormányzatok: keletre Wolfpassing, délkeletre Purgstall an der Erlauf, délre Reinsberg, délnyugatra Gresten-Land, myugatra Wang, északnyugatra Ferschnitz, északra Blindenmarkt, északkeletre Neumarkt an der Ybbs.

## Története
Az Avar Kaganátus meghódítása után a mondseei apátság kapta ezt a területet, ahová misszionáriusokat küldtek és új településeket létesítettek. Steinakirchent 979-ben említik először II. Ottó császár egyik oklevelében, melyből kiderül, hogy a magyar hódítás után Wolfgang regensburgi püspök telepítette újra a falut. 
A reformációt követően a steinakircheniek áttértek a protestáns vallásra és többségük még a 17. század közepén is ragaszkodott a felekezetéhez. Az ellenreformáció miatt a század második felében kétszázan átköltöztek Németországba. Bécs 1683-as török ostromakor a török portyázók meglepetésszerűen megtámadták a települést és felégették a házakat és a templomot. A pusztítás miatt Steinakirchen elvesztette korábbi mezővárosi jogait, amiket 1699-ben megújítottak. 1713-ban pestis, 1866-ban tűzvész pusztított a helységben; utóbbiak a templom, az iskola és 13 ház esett áldozatául. 
Az 1932-es önkormányzati választáson a nemzetiszocialista párt 23%-ot kapott. A náci mozgalom a párt betiltása után is erős maradt, így az Anschluss után számos steinakircheni került vezető pozícióba a járásban. A második világháború után a vezető náci tisztviselőket háborús bűnök miatt halálra, illetve börtönbüntetésre ítélték. A háború összesen 103 áldozatot szedett a mezővárosból. 
1967-ben az addig önálló Ernegg község, 1970-ben Lonitzberg, 1971-ben pedig Außerochsenbach és Zehetgrub községek csatlakoztak Steinakirchen am Forst önkormányzatához. 

## Lakosság
A Steinakirchen am Forst-i önkormányzat területén 2021 januárjában 2328 fő élt. A lakosságszám 2001-ben érte el a csúcspontját 2370 fővel, majd némi csökkenés után ismét gyarapodásnak indult. 2020-ban az ittlakók 97,5%-a volt osztrák állampolgár; a külföldiek közül 0,2% a régi (2004 előtti), 1,6% az új EU-tagállamokból érkezett. 2001-ben a lakosok 96,5%-a római katolikusnak, 1,6% pedig felekezeten kívülinek vallotta magát. Ugyanekkor a németek (98,9%) mellett a legnagyobb nemzetiségi csoportot a magyarok alkották 3 fővel (0,1%). 
A népesség változása:

| 2016 | 2 288 |
| 2018 | 2 274 |

## Látnivalók
- a főtér történelmi házaival és az 1716-ban felállított pellengérrel.
- a Szt. Mihály-plébániatemplom
- az erneggi kastély

## Fordítás
- Ez a szócikk részben vagy egészben  a   Steinakirchen am Forst című német Wikipédia-szócikk ezen változatának fordításán alapul.  Az eredeti cikk szerkesztőit annak laptörténete sorolja fel. Ez a jelzés csupán a megfogalmazás eredetét és a szerzői jogokat jelzi, nem szolgál a cikkben szereplő információk forrásmegjelöléseként.